# جوناثان إم. روبرتس
جوناثان إم. روبرتس (بالإنجليزية: Jonathan M. Roberts)‏ هو محامي أمريكي، ولد في 7 ديسمبر 1821 في مقاطعة مونتغومري في الولايات المتحدة، وتوفي في 28 فبراير 1888.